# 앨릭스 보스틴
앨릭스 보스틴(영어: Alex Borstein, 1973년 2월 15일 ~ )은 미국의 배우, 성우, 코미디언이다. 애니메이션 《패밀리 가이》의 로이스 역 성우로 유명하다. 코미디 시대극 《더 마벨러스 미세스 메이즐》의 수지 역으로 프라임타임 에미상을 2회 수상했다.

## 출연 작품
- 캣우먼
- 킬러스 - 릴리 베일리 역
- 맨 라츠 프롬 더 헤드
- 배드 가이즈 - 경찰 서장 역 (목소리)